# Maria Ohisalo
Maria Karoliina Ohisalo, född 8 mars 1985 i Helsingfors, är en finländsk politiker för Gröna förbundet och forskare inom fattigdom och bostadslöshet. Hon tillträdde som inrikesminister i Regeringen Rinne i juni 2019. Efter Rinnes avgång fortsatte Ohisalo på posten i regeringen Marin fram till 19 november 2021. Från den 8 juni 2022 är hon klimat- och miljöminister. 
Hon har varit ordförande för De gröna unga och studerandenas förbund.

## Politisk karriär
I kommunalvalet 2012 fick Ohisalo 612 röster i Helsingfors och blev invald som suppleant i stadsfullmäktige. År 2013 var hon medlem i ungdomsnämnden och resten av perioden 2014-2016 var hon medlem i styrelsen för Helsingfors och Nylands sjukvårdsdistrikt.
År 2011 blev Ohisalo ordförande för internationella arbetsgruppen vid De gröna unga och studerandenas förbund. År 2012 var hon medlem av styrelsen som ansvarig av internationella ärenden. År 2013 var Ohisalo ordförande I ViNO tillsammans med Veli-Matti Partanen. 2014 var Ohisalo ordförande tillsammans med Aaro Häkkinen. Åren 2010–2011 var Ohisalo medlem i arbetsgruppen för De Grönas social- och hälsovårdspolitiska program. Hon var medlem i De Grönas partidelegation 2013–2015.
År 2012 var Ohisalo verksam som ordförande för utrikesministeriets arbetsgrupp om framtiden för det nordiska samarbetet. Hon var 2012 även styrelsemedlem i Pohjola-Nordens ungdomsförbund. Ohisalo var kandidat i europaparlamentsvalet 2014.
I församlingsvalen 2010 valdes Ohisalo in i församlingsnämnden vid den finska församlingen i Berghäll men avgick från tjänsten då hon flyttade från området i oktober 2011.
Under perioden 2014–2017 var Ohisalo medlem i fullmäktige av fackförbundet Högskoleutbildade samhällsvetare.
Hösten 2018 vikarierade hon för Touko Aalto som partiordförande. År 2019 ställde hon upp som enda kandidat till att ta över som partiordförande för De Gröna.
Ohisalo sitter sedan 2024 i Europaparlamentet. Där är hon ledamot av utskottet för sysselsättning och sociala frågor och delegationen för förbindelserna med Japan samt suppleant för utskottet för ekonomi och valutafrågor och utskottet för miljö, folkhälsa och livsmedelssäkerhet.

## Övrigt
Ohisalo avlade studentexamen vid Mäkelänrinteen lukio 2004. Ohisalo har tidigare spelat fotboll vid FC Kontu och Vuosaaren Viikingit och friidrottat vid Helsingin Kisa-Veikot.
Ohisalo utexaminerades 2011 som politices magister vid Helsingfors universitet med socialpolitik som huvudämne. Hon har bott och studerat i Frankrike och i Sverige, där hon också har arbetat vid Finlands ambassad i Stockholm. 
Hon är doktor i sociologi och disputerade vid Östra Finlands universitet. Ohisalo har forskat bl.a. om livsmedelsbistånd/mathjälp och långtidsbostadslöshet vid Det finska kompetenscentret inom det sociala området i huvudstadsregionen Socca samt mathjälp vid Östra Finlands universitet.
Maria Ohisalo utsågs till sommarpratare i radioprogrammet Vegas sommarpratare i YLE år 2025.

## Utmärkelser
- Gränsbevakningsväsendets förtjänstkors,  9 augusti 2022[27]
- Kommendörstecknet av Finlands Vita Ros’ orden,  6 december 2022[28]

[Redigera Wikidata]

### Notyer
1. ↑  ”Redovisning av en kandidats valfinansiering - Kommunalval 2012”. Val- och partifinansieringstillsyn. 29 december 2012. Arkiverad från originalet den 20 oktober 2013. https://web.archive.org/web/20131020094855/http://www.vaalirahoitus.fi/se/index/vaalirahailmoituksia/ilmoituslistaus/KV2012/091/6BGexdZHa/E_VI_KV2012.html. Läst 6 december 2013.
2. ↑  ”Maria Ohisalo”. Facebook. http://www.facebook.com/OhisaloMaria/info. Läst 6 december 2013.
3. 1 2  Ohisalo, Maria. ”Kuka Maria?” (på finska). Maria Ohisalo webbplats. Arkiverad från originalet den 9 december 2013. https://web.archive.org/web/20131209220520/http://www.mariaohisalo.fi/tietoja/. Läst 6 december 2013.
4. ↑  ”Här är ministrarna i Antti Rinnes regering: 11 kvinnor och 8 män” (på svenska). svenska.yle.fi. https://svenska.yle.fi/artikel/2019/06/04/har-ar-ministrarna-i-antti-rinnes-regering-11-kvinnor-och-8-man. Läst 13 juni 2019.
5. ↑  https://nyadagbladet.se/utrikes/socialdemokraten-sanna-marin-blir-finlands-yngsta-statsminister-nagonsin/
6. ↑  https://www.eduskunta.fi/SV/kansanedustajat/Sidor/1387.aspx
7. 1 2  Pohjanpalo, Olli (11 april 2013). ”Vihreät kohti kahden puheenjohtajan mallia” (på finska). Helsingin Sanomat. Arkiverad från originalet den 19 oktober 2013. https://web.archive.org/web/20131019125731/http://www.hs.fi/paivanlehti/kotimaa/Vihre%C3%A4t+kohti+kahden+puheenjohtajan+mallia/a1365570805751. Läst 6 december 2013.
8. 1 2  Lapintie, Lassi (23 november 2013). ”Vihreät nuoret valitsivat uudet puheenjohtajat” (på finska). YLE Uutiset. http://yle.fi/uutiset/vihreat_nuoret_valitsivat_uudet_puheenjohtajat/6950518. Läst 6 december 2013.
9. ↑  ”Kandidaternas röster - Helsingfors”. Vaalit. 14 juni 2013. Arkiverad från originalet den 21 oktober 2013. https://web.archive.org/web/20131021191740/http://192.49.229.35/K2012/r/tulos/ehdkutulos_helsinki.html. Läst 6 december 2013.
10. 1 2 3 4 5 6 7 8  Ohisalo, Maria. ”Curriculum Vitae” (på finska) (PDF). Arkiverad från originalet den 5 november 2013. https://web.archive.org/web/20131105080253/http://www.mariaohisalo.fi/wp-content/uploads/2012/05/CVOhisalo2013.pdf. Läst 6 december 2013.
11. 1 2 3  Buchert, Peter (30 juni 2013). ”De är grönare än De gröna”. Hufvudstadsbladet.
12. ↑  ”Val av ledamot i ungdomsnämnden”. Helsingfors stad - Stadsfullmäktige. 11 december 2013. http://www.hel.fi/static/public/hela/Kaupunginvaltuusto/Suomi/Paatos/2013/Halke_2013-12-11_Kvsto_20_Pk/221EA61E-2D48-4DCF-8EB9-4D39FE4C2A10/Val_av_ledamot_i_ungdomsnamnden.html. Läst 11 februari 2014.
13. ↑  ”Styrelsen”. HNS. Arkiverad från originalet den 3 december 2013. https://web.archive.org/web/20131203094452/http://www.hus.fi/sv/om-hns/forvaltning-och-beslutsfattande/organ/styrelsen/Sidor/default.aspx. Läst 11 februari 2014.
14. ↑  ”Työryhmät 2010-2011 (arkistosivu)” (på finska). Vihreät De Gröna. Arkiverad från originalet den 5 oktober 2013. https://web.archive.org/web/20131005000509/http://www.vihreat.fi/node/4605. Läst 6 december 2013.
15. ↑  ”Puoluevaltuuskunta 2013–2015” (på finska). Vihreät De Gröna. http://www.vihreat.fi/valtuuskunta. Läst 6 december 2013.
16. ↑  ”Ungdomar utmanade Norden”. Utrikesministeriet. 24 oktober 2012. Arkiverad från originalet den 12 december 2013. https://web.archive.org/web/20131212182621/http://formin.finland.fi/public/default.aspx?contentId=260940&nodeId=23&contentlan=3&culture=sv-FI. Läst 6 december 2013.
17. ↑  ”Vihreiltä nimekäs lista: Kasvi ja Cronberg eurovaaleihin” (på finska). Uusi Suomi. 29 oktober 2013. http://www.uusisuomi.fi/kotimaa/63597-vihreilta-nimekas-lista-kasvi-ja-cronberg-eurovaaleihin. Läst 6 december 2013.
18. ↑  ”Seurakuntaneuvoston kokous 09/2011” (på finska) (PDF). Kallion seurakunta. 13 oktober 2011. http://www.helsinginseurakunnat.fi/material/attachments/kallio/62P1DvEN4/SN_9_poytakirja_4.10.2011.pdf. Läst 6 december 2013.
19. ↑  ”Uusi valtuusto on valittu” (på finska). Yhteiskunta-alan korkeakoulutetut ry. 29 november 2013. http://www.yhteiskunta-ala.fi/?x72622=1117863. Läst 6 december 2013.
20. 1 2  Bjon, Sylvia. ”De stora tävlingen verkar utebli – Ohisalo utan konkurrens i De gröna”. www.hbl.fi. https://www.hbl.fi/artikel/de-stora-tavlingen-verkar-utebli-ohisalo-utan-konkurrens-i-de-grona/. Läst 13 juni 2019.
21. ↑  ”Maria Ohisalo: ”Tack alla svenskspråkiga””. Svenska Yle. 9 juni 2024. https://yle.fi/a/7-10058568/64-3-233921#:~:text=De%20Gr%C3%B6nas%20tidigare%20ordf%C3%B6rande%20Maria%20Ohisalo%20ser%20fram%20emot%20att. Läst 4 oktober 2024.
22. ↑  ”Hem | Maria OHISALO | Ledamöter | Europaparlamentet”. www.europarl.europa.eu. 8 mars 1985. https://www.europarl.europa.eu/meps/sv/198076/MARIA_OHISALO/home#:~:text=Opinion%20on%20the%20general%20budget%20of%20the%20European%20Union%20for. Läst 4 oktober 2024.
23. ↑  ”Markus Vilen teki kaksi ikäkausiennätystä” (på finska). Helsingin Sanomat. 25 augusti 1998. Arkiverad från originalet den 12 december 2013. https://web.archive.org/web/20131212060249/http://www.hs.fi/paivanlehti/arkisto/Markus+Vilen+teki+kaksi+ik%C3%A4kausienn%C3%A4tyst%C3%A4/aaHS980825SI3SP05m4u. Läst 6 december 2013.
24. 1 2 3  Hujanen, Miikka (27 augusti 2013). ””Kukaan ei käy leipäjonossa huvin vuoksi”” (på finska). Helsingin Uutiset. Arkiverad från originalet den 11 december 2013. https://web.archive.org/web/20131211204421/http://www.helsinginuutiset.fi/artikkeli/251721-%E2%80%9Dkukaan-ei-kay-leipajonossa-huvin-vuoksi%E2%80%9D. Läst 6 december 2013.
25. ↑  ”Tutkijat selvittävät leipäjonojen organisointia Suomessa” (på finska). Östra Finlands universitet. 12 augusti 2013. Arkiverad från originalet den 4 oktober 2013. https://web.archive.org/web/20131004235409/http://www.uef.fi/fi/uef/-/tutkijat-selvittavat-leipajonojen-organisointia-suomessa. Läst 6 december 2013.
26. ↑  ”Från höga höjder till hatstormar – missa inte årets sommarprat som berör, roar och utmanar”. https://svenska.yle.fi/a/7-10079501. Läst 16 juni 2025.
27. ↑  läs online, yle.fi , läst: 30 augusti 2023.[källa från Wikidata]
28. ↑  läs online, ritarikunnat.fi  , läst: 30 augusti 2023.[källa från Wikidata]